# Palatul Snagov

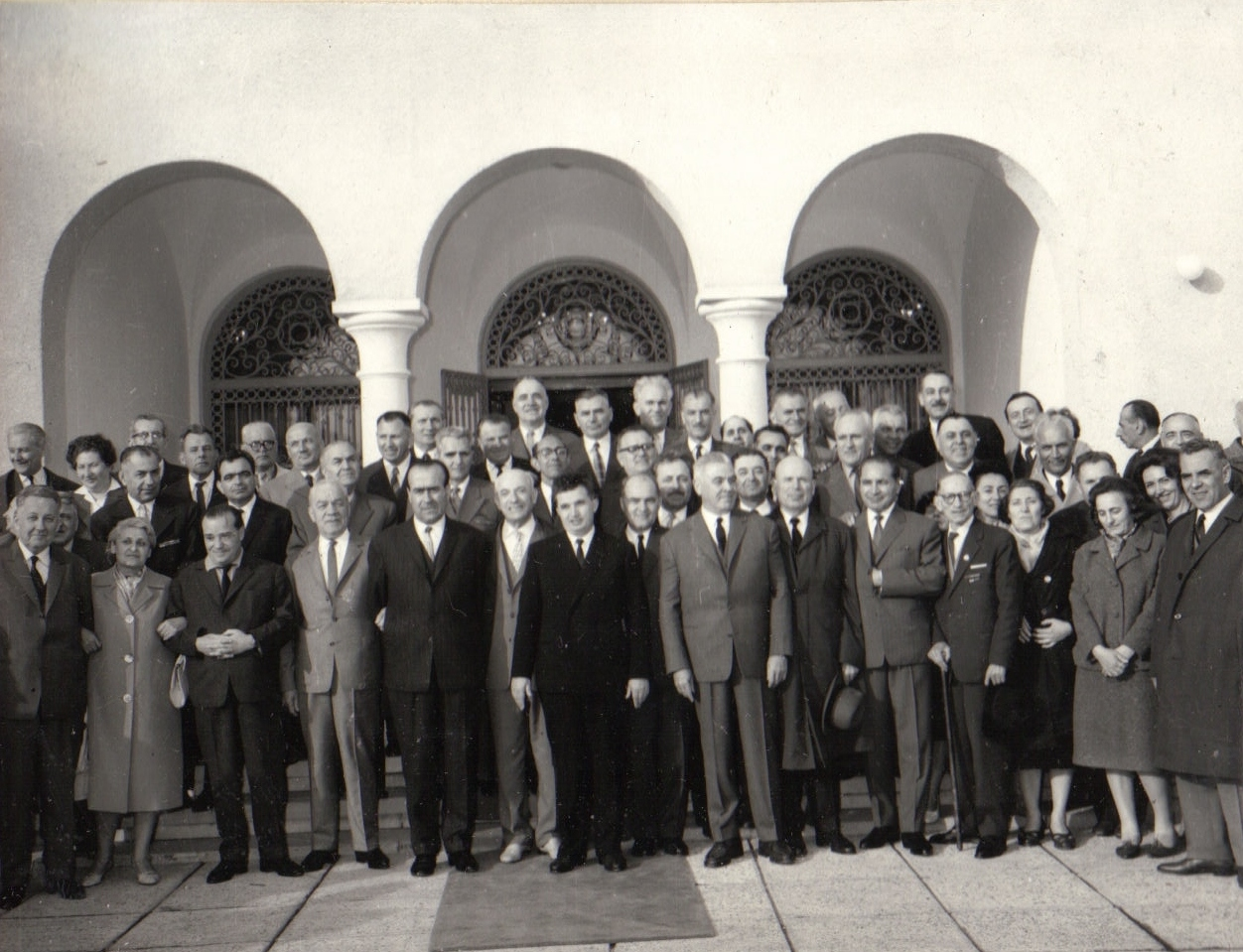
Recepție comunistă de 1 mai 1965 la Palatul Snagov

Palatul Snagov este un fost palat regal construit în anii 1930 de către Henrieta Delavrancea-Gibory pentru Prințul Nicolae al României pe malul lacului Snagov, la aproximativ 40 km nord-est de București, în județul Ilfov, România. Palatul se află lângă comuna Snagov și în vecinătatea mănăstirii Snagov.
După ce Prințul Nicolae a fost dezmoștenit în 1937, palatul a fost preluat de Ion Antonescu iar după al doilea război mondial de Gheorghe Gheorghiu Dej.
La începutul anilor 70, Nicolae Ceaușescu a cerut ca palatul să fie mărit, deoarece dorea să facă din el locul de întâlniri cu consiliul de miniștri. Extinderea, realizată după planurile profesorului Nicolae Vlădescu a durat aproape șapte ani, dar din palatul original s-au mai păstrat doar intrarea, holul și scara care duce la etaj.
Elena Băsescu, fiica președintelui Traian Băsescu, și-a organizat nunta în acest palat la 1 septembrie 2012.